# Nézsa
Nézsa là một thị trấn thuộc hạt Nógrád, Hungary. Thị trấn này có diện tích 18,68 km², dân số năm 2010 là 1094 người, mật độ 59 người/km².